# 渡辺龍馬
渡辺 龍馬（わたなべ りょうま、1989年1月19日 - ）は、秋田県秋田市出身のポーランドの元プロ野球選手（内野手）。ポーランドのローカルチームの監督に就任し、代表監督にも就任した。

## 経歴

### 野球を始めたきっかけ
小学校時代、一番仲の良かった友達が野球部に入ったのがきっかけでそれと同じ時期に、父親と東京ドームで阪神タイガースの新庄剛志を見て衝撃を受けたことも要因の一つとなり、野球を始めた。

### 中・高校時代
中学校での全県出場はなく、秋田県立秋田中央高等学校3年時夏は県大会の決勝まで進んだが、本荘高に1-2で敗れ甲子園を逃した。

### 大学時代
中央大学の準硬式に絞り、セレクションに参加したが、失敗。指定校推薦で流通経済大学に進学した。4年時にレギュラーになり、春のリーグ戦は出塁率4割超の結果を残す。

### 大学卒業後
北都銀行に就職後、茨城ゴールデンゴールズ（CG）のセレクションを受け合格する。

### 茨城ゴールデンゴールズ時代
シーズンイン直後の5月、練習試合で膝の前十字靱帯損傷で半年余り入院・リハビリの生活を余儀なくされた。2年目にはクラブ選手権大会で優勝、日本選手権にも出場した。

### アメリカのトライアウト
仲介業者を通じて『カリフォルニア・ウィンターリーグ』に挑戦することになり、ゴールデンゴールズを12月で退団して、1月にアメリカに渡った。オーストリア・ウイーンのチームからオファーがあり、5月にオーストリアへ渡る。

### ヨーロッパ野球
オーストリアのナショナルチームの監督も務めていた、ヴィエナ・ワンダラーズの坂梨広幸の下で2年間過ごした。その後ポーランドのローカルチームの監督に就任し、代表監督にも就任。

## 選手としての特徴
大柄な体格ではないが、巧みなバットコントロールと俊足を武器に国内外のアマ・プロリーグともに活躍。
また洗練された守備能力は海外リーグで高く評価され、持ち前の強肩強打はウエイトトレーニングで鍛え上げた。